# مدیسن اسکوئر گاردن (۱۹۲۵)
مدیسن اسکوئر گاردن (انگلیسی: Madison Square Garden) سالنی سرپوشیده در نیویورک بود. دو مکان دیگر با همین نام نیز وجود داشتند. این سالن در سال ۱۹۲۵ ساخته شد و در سال ۱۹۶۸ بسته شد؛ در ضلع غربی خیابان هشتم بین خیابان‌های ۴۹ و ۵۰ در منهتن، در محل انبارهای ماشین‌های واگن برقی شهر قرار داشت. این اولین گاردن بود که در نزدیکی مدیسون اسکوئر قرار نداشت. مدیسن اسکوئر اقامتگاه نیویورک رنجرز در لیگ ملی هاکی و نیویورک نیکس در اتحادیه ملی بسکتبال بود و همچنین میزبان مسابقات بوکس متعدد، بازی‌های میلروز، کنسرت‌ها و رویدادهای دیگر بود. این مکان در سال ۱۹۶۸ تخریب شد و نقش و نام آن به چهارمین مدیسن اسکوئر گاردن که در محل ایستگاه اصلی پن قرار دارد، منتقل شد. ساختمان وان ورلدواید پلازا در محل سابق خیابان ۵۰ این میدان ساخته شد.